# Gignac (Lot)
 Gignac  es una comuna y población de Francia, en la región de Mediodía-Pirineos, departamento de Lot, en el distrito de Gourdon y cantón de Souillac.
Su población en el censo de 2010 era de 640 habitantes.
Está integrada en la Communauté de communes du Canton de Martel .

## Demografía
| 499 | 566 | 527 | 522 | 517 | 562 |
| Para los censos de 1962 a 1999 la población legal corresponde a la población sin duplicidades (Fuente: INSEE [Consultar]) |     |     |     |     |     |